# قائمة قرينات ملوك إنجلترا

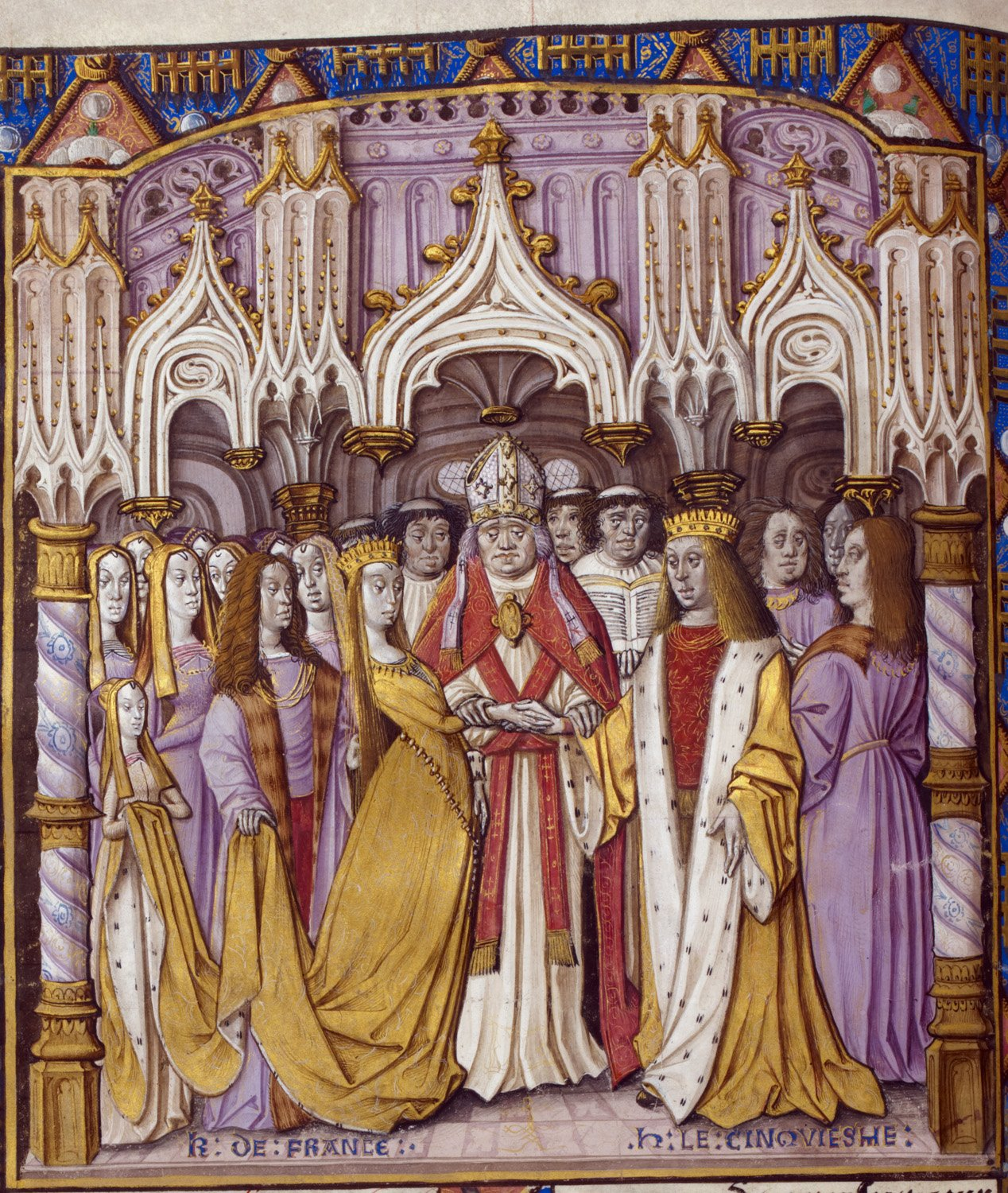
الزواج هنري الخامس من كاثرين من فالوا

تحتوى هذه القائمة على قرينات ملوك إنجلترا منذ مجئ النورمان لإنجلترا 1066 واعلن دوق النورماندي ملكاً على إنجلترا وحتى قيام اتحاد بين مملكة إنجلترا ومملكة اسكتلندا ليقيم الأتحاد مملكة بريطانيا العظمى عام 1707 بإضافة إلى قرينات من أسرة وسكس منذ توحيد إنجلترا عام 927·
في تاريخ إنجلترا أصبحت خمسة من أميرات إنجلترا ملكات حاكمات: ماتيلدا (1141)، وماري الأولى (1554-1558)، وإليزابيث الأولى (1558-1603)، وماري الثانية (1689-1694)، وآن (1702-1707)، وفضلاً عن ذلك كانت الأخيرات ملكات اسكتلندا، وبإضافة إلى ليدي جين ملكة التسع الأيام·
ويعتبر أثنين من الأزواج ملوك بالمناصفة مع زوجاتهم فيليب من إسبانيا-هابسبورغ (1554-1558) زوج ماري الأولى ملكة إنجلترا، وويليام أمير أورانج (1689-1702) زوج ماري الثانية، وتحتوى القائمة أيضا على اللورد غيلدفورد دادلي قرين الملكة جين·

## مملكة القديمة
| الصورة                     | الاسم                                                     | الوالدين                           | الميلاد | الزواج     | أصبحت ملكة               | تتويجها     | إلغاء الملكة               | الوفاة              | زوجة                    |
| -------------------------- | --------------------------------------------------------- | ---------------------------------- | ------- | ---------- | ------------------------ | ----------- | -------------------------- | ------------------- | ----------------------- |
| أسرة وسكس (1013-927)       |                                                           |                                    |         |            |                          |             |                            |                     |                         |
|                            | إلفجيف من شافتيسبوري                                      | –                                  | –       | –          | –                        | –           | 944                        | 944                 | إدموند الأول            |
|                            | إثيلفليد من داميرهام                                      | إلفجار ديي (والد)                  | –       | 944        | 944                      | –           | 26 مايو 946                | بين 962 (975) و 991 | إدموند الأول            |
|                            | إلجفيف                                                    | إثيلجيف (والدة)                    | –       | 955        | 955                      | –           | 958 فسخ الزواج             | سبتمبر 959          | إدويغ                   |
|                            | إلفثريث                                                   | أوردغار، إيلدورمان ديفون           |         | 964/965    | 964/965                  | 11 مايو 973 | 8 يونيو 975                | 17 نوفمبر، 999–1001 | إدغار                   |
|                            | إلفجيف من يورك                                            | ثوريد، إيرل نورثمبريا              | –       |            |                          | –           | –                          | –                   | إثيلريد أونريدي         |
|                            | إيما نورماندي                                             | ريتشارد الأول، دوق نورماندي جونورا | 985     | 1002       | 1002                     | –           | 25 ديسمبر 1013 تنازل الزوج | 6 مارس 1052         | إثيلريد أونريدي         |
| أسرة الدانمارك (1014-1013) |                                                           |                                    |         |            |                          |             |                            |                     |                         |
|                            | سيغريد المتعجرفة (مشكوك في صحتها) أو سويتوسلاوا من بولندا |                                    |         | 996        | 25 ديسمبر 1013           | –           | 3 فبراير 1014              |                     | سوين فوركبيرد           |
| أسرة وسكس (1016-1014)      |                                                           |                                    |         |            |                          |             |                            |                     |                         |
|                            | إيما نورماندي (مرة أُخرى)                                  | ريتشارد الأول، دوق نورماندي جونورا |         |            | 3 فبراير 1014 رجوع الزوج | –           | 23 أبريل 1016 توفى الزوج   | 6 مارس 1052         | إثيلريد أونريدي         |
|                            | إيلادجيث                                                  | –                                  |         | 1015       | 23 أبريل 1016            | –           | 30 نوفمبر 1016             |                     | إدموند الثاني إيرونسايد |
| أسرة الدانمارك (1042-1016) |                                                           |                                    |         |            |                          |             |                            |                     |                         |
|                            | إيما نورماندي (مرة أُخرى)                                  | ريتشارد الأول، دوق نورماندي جونورا |         | يوليو 1017 | يوليو 1017               | –           | 12 نوفمبر 1035 'توفى الزوج | 6 مارس 1052         | كانوت العظيم            |
| أسرة وسكس (1066-1042)      |                                                           |                                    |         |            |                          |             |                            |                     |                         |
|                            | إديث من وسكس                                              | غودوين إيرل وسكس جيثا ثوركيلسدوتّير | 1029    | 1045       | 1045                     | لم تتوج     | 4 يناير 1066 توفى الزوج    | 19 ديسمبر 1075      | إدوارد المعترف          |
| أسرة غودوين "وسكس" (1066)  |                                                           |                                    |         |            |                          |             |                            |                     |                         |
|                            | إيلادجيث                                                  | إلفجار، إيرل مرسيا إلفجيف          | 1057    | يناير 1066 | يناير 1066               | لم تتوج     | 14 أكتوبر 1066 توفى الزوج  | 1066                | هارولد جودوينسون        |

## المملكة وما بعد الغزو النورمان
| الصورة | الشعار | الاسم                 | الوالدين                                                                | الميلاد         | الزواج                                | أصبحت ملكة                            | تتويجها                               | إلغاء الملكة                    | الوفاة               | زوجة              |
| --- | ------ | --------------------- | ----------------------------------------------------------------------- | --------------- | ------------------------------------- | ------------------------------------- | ------------------------------------- | ------------------------------- | -------------------- | ----------------- |
| أسرة نوماندي (1066–1135، و1141) في 1066، قتل ويليام الثاني دوق نورماندي هارولد الثاني في معركة هاستينغز، وأطاح بالنخبة الإنجليزية واستبدالها بالنخبة النورماندية الفرنسية، استمر تحكم مايزيد عن 86 سنة، وانتهى وبنتازل ملكة ماتيلدا لصالح ابنها. |        |                       |                                                                         |                 |                                       |                                       |                                       |                                 |                      |                   |
| |        | ماتيلدا من فلاندرز    | بالدوين الخامس، كونت فلاندرز أديلا من فرنسا                             | 1031            | 1053                                  | 25 نوفمبر 1066 تتويج الزوج            | 11 مايو 1068                          | 2 نوفمبر 1083                   | 2 نوفمبر 1083        | ويليام الأول      |
| |        | ماتيلدا من اسكتلندا   | مالكوم الثالث ملك اسكتلندا القديسة مارغريت من وسكس                      | 1080            | 11 نوفمبر 1100                        | 11 نوفمبر 1100                        | 11 نوفمبر 1100                        | 1 مايو 1118                     | 1 مايو 1118          | هنري الأول        |
| |        | أدليزا من لوفان       | جيفري الأول، كونت لوفان إيدا من شيني                                    | 1103            | 24 يناير 1121                         | 24 يناير 1121                         | 30 يناير 1121                         | 1 ديسمبر 1135 توفى الزوج        | 23 أبريل 1151        | هنري الأول        |
| |        | جيفري من أنجو         | فولك ملك بيت المقدس وكونت أنجو إرمينغارد، كونتيسة ماين                  | 24 أغسطس 1113   | 1128                                  | 7 أبريل 1141 تتويج الزوجة             | -                                     | 1 نوفمبر 1141 تنازل الزوجة      | 7 سبتمبر 1151        | ماتيلدا           |
| أسرة بلوا (1135–1154) في 1135 ستيفن بلوا استلم عرش إنكلترا بعد وفاة خاله هنري الأول لنفسه وهو ابن إديلا ابنة ويليام الفاتح، ولكن ابنة خالها ماتيلدا اعلنت نفسه ملكة أيضا ولكن استمر حكمها أقل من سنة واحدة، فابتعدت عن السياسة وذهبت إلى نورماندي. |        |                       |                                                                         |                 |                                       |                                       |                                       |                                 |                      |                   |
| |        | ماتيلدا من بولوني     | يوستاس الثالث، كونت بولوني ماري من اسكتلندا                             | 1105            | 1125                                  | 22 ديسمبر 1135 تتويج الزوج            | 22 مارس 1136                          | 3 مايو 1152                     | 3 مايو 1152          | ستيفن             |
| أسرة بلانتاجانت (1485-1054) الأصل (1399-1054) |        |                       |                                                                         |                 |                                       |                                       |                                       |                                 |                      |                   |
| |        | إليانور من آكيتيان    | ويليام العاشر، دوق آكيتاين إينور دي شاتورو                              | 1122            | 18 مايو 1152                          | 25 أكتوبر 1154 تتويج الزوج            | 19 ديسمبر 1154                        | 6 يوليو 1189 توفى الزوج         | 1 أبريل 1204         | هنري الثاني       |
| |        | مارغريت من فرنسا      | لويس السابع ملك فرنسا كونستانس من قشتالة                                | 1157            | 1162                                  | 1170 تتويج الزوج                      | 27 أغسطس 1172                         | 11 يونيو 1183 توفى الزوج        | 1197                 | هنري الملك الشاب  |
| |        | بيرنغاريا من نافارا   | سانشو السادس ملك نافارا سانشا من قشتالة                                 | بين 1165 و 1170 | 12 مايو 1191                          | 12 مايو 1191                          | 12 مايو 1191                          | 6 أبريل 1199 توفى الزوج         | 23 ديسمبر 1230       | ريتشارد قلب الأسد |
| |        | إيزابيلا من أنغوليم   | إيمر من أنغوليم أليس من كورتيناي                                        | 1187            | 24 أغسطس 1200                         | 24 أغسطس 1200                         | 8 أكتوبر 1200                         | 18 or 19 أكتوبر 1216 توفى الزوج | 31 مايو 1246         | جون ملك إنجلترا   |
| |        | إليانور من بروفانس    | ريموند برانجيه الرابع، كونت بروفانس بياتريس من سافوي                    | 1223            | 14 يناير 1236                         | 14 يناير 1236                         | 20 يناير 1236                         | 16 نوفمبر 1272 توفى الزوج       | 24 يونيو 1291        | هنري الثالث       |
| |        | إليانور من قشتالة     | فرناندو الثالث ملك قشتالة خوانا دي بونثيو                               | 1241            | 1 نوفمبر 1254                         | 16 نوفمبر 1272 وفاة الزوج             | 19 أغسطس 1274                         | 28 نوفمبر 1290                  | 28 نوفمبر 1290       | إدوارد الأول      |
| |        | مارغريت من فرنسا      | فيليب الثالث ملك فرنسا ماري من برابانت                                  | 1282            | 8 أو 10 سبتمبر 1299                   | 8 أو 10 سبتمبر 1299                   | لم تتوج                               | 7 يوليو 1307 وفاة الزوج         | 14 فبراير 1317       | إدوارد الأول      |
| |        | إيزابيلا من فرنسا     | فيليب الرابع ملك فرنسا خوانا الأولى ملكة نافارا                         | بين 1288 و 1296 | 25 يناير 1308                         | 25 يناير 1308                         | 25 فبراير 1308                        | 20 يناير 1327 تنازل الزوج       | 22 أغسطس 1358        | إدوارد الثاني     |
| |        | فيليبا هينو           | ويليام الأول، كونت هينو جوانا من فالوا                                  | 24 يونيو 1314   | 24 يناير 1328                         | 24 يناير 1328                         | 18 فبراير 1330                        | 15 أغسطس 1369                   | 15 أغسطس 1369        | إدوارد الثالث     |
| |        | آن من بوهيميا         | كارل الرابع، إمبراطور الروماني المقدس إليزابيث من بوميرانيا             | 11 مايو 1366    | 20 يناير 1382                         | 20 يناير 1382                         | 22 يناير 1382                         | 7 يونيو 1394                    | 7 يونيو 1394         | ريتشارد الثاني    |
| |        | إيزابيلا من فالوا     | شارل السادس ملك فرنسا إيزابو من بافاريا                                 | 9 نوفمبر 1387   | 31 أكتوبر أو 1 نوفمبر 1396            | 31 أكتوبر أو 1 نوفمبر 1396            | 8 يناير 1397                          | 30 سبتمبر 1399 توفى الزوج       | 13 سبتمبر 1409       | ريتشارد الثاني    |
| أسرة لانكاستر (1399–1461)،(1470–1471) |        |                       |                                                                         |                 |                                       |                                       |                                       |                                 |                      |                   |
| |        | جوانا من نافارا       | شارل الثاني ملك نافارا جوان من فرنسا                                    | 1370            | 7 فبرير 1403                          | 7 فبرير 1403                          | 26 فبراير 1403                        | 20 مارس 1413 توفى الزوج         | 10 يونيو 1437        | هنري الرابع       |
| |        | كاثرين من فالوا       | شارل السادس ملك فرنسا إيزابو من بافاريا                                 | 27 أكتوبر 1401  | 2 يونيو 1420                          | 2 يونيو 1420                          | 23 فبراير 1421                        | 31 أغسطس 1422 توفى الزوج        | 3 يناير 1437         | هنري الخامس       |
| |        | مارغريت من أنجو       | رينيه من أنجو إيزابيلا دوقة لورين                                       | 23 مارس 1430    | 23 أبريل 1445                         | 23 أبريل 1445                         | 30 مايو 1445                          | 21 مايو 1471 توفى الزوج         | 25 أغسطس 1482        | هنري السادس       |
| أسرة يورك (1461–1470)،(1471–1485) |        |                       |                                                                         |                 |                                       |                                       |                                       |                                 |                      |                   |
| |        | إليزابيث وودفيل       | ريتشارد وودفيل جاكويتا من لوكسمبورغ                                     | 1437            | 1 مايو 1464                           | 1 مايو 1464                           | 26 مايو 1465                          | 9 أبريل 1483 توفى الزوج         | 8 يونيو 1492         | إدوارد الرابع     |
| |        | آن نيفيل              | ريتشارد نيفيل آن بوماشب                                                 | 11 يونيو 1456   | 12 يوليو 1472                         | 26 يونيو 1483 تتويج الزوج             | 6 يوليو 1483                          | 16 مارس 1485                    | 16 مارس 1485         | ريتشارد الثالث    |
| أسرة تيودور (1603-1485) |        |                       |                                                                         |                 |                                       |                                       |                                       |                                 |                      |                   |
| |        | إليزابيث يورك         | إدوارد الرابع ملك إنجلترا إليزابيث وودفيل                               | 11 فبراير 1466  | 18 يناير 1486                         | 18 يناير 1486                         | 25 نوفمبر 1487                        | 11 فبراير 1503                  | 11 فبراير 1503       | هنري السابع       |
| |        | كاثرين الأراغونية     | فرناندو الثاني ملك أراغون إيزابيلا الأولى ملكة قشتالة                   | 16 ديسمبر 1485  | 11 يونيو 1509                         | 11 يونيو 1509                         | 24 يونيو 1509                         | 23 مايو 1533 فسخ الزواج         | 7 يناير 1536         | هنري الثامن       |
| |        | آن بولين              | توماس بولين، إيرل ويلتشير الأول ليدى إليزابيث هوارد                     | بين 1501 و 1507 | 28 مايو 1533                          | 28 مايو 1533                          | 1 يونيو 1533                          | 17 مايو 1536 فسخ الزواج         | 19 مايو 1536 أُعدمت   | هنري الثامن       |
| |        | جين سيمور             | جون سيمور مارجيري وينتورث                                               | بين 1507 و 1509 | 30 مايو 1536                          | 30 مايو 1536                          | غير متوجة؛ اعلنت ملكة في 4 يونيو 1536 | 24 أكتوبر 1537                  | 24 أكتوبر 1537       | هنري الثامن       |
| |        | آن من كليفز           | جون الثالث، دوق كليفز ماريا من يوليش-برغ                                | 22 سبتمبر 1515  | 6 يناير 1540                          | 6 يناير 1540                          | غير متوجة                             | 9 يوليو 1540 فسخ الزواج         | 16 يوليو 1557        | هنري الثامن       |
| |        | كاثرين هوارد          | إدموند هوارد جوكاستا كلبير                                              | بين 1520 و 1525 | 28 يوليو 1540                         | 28 يوليو 1540                         | غير متوجة                             | 23 نوفمبر 1541 حرمت من اللقب    | 13 فبراير 1542 اعدمت | هنري الثامن       |
| |        | كاثرين بار            | توماس بار مود غرين                                                      | 1512            | 12 يوليو 1543                         | 12 يوليو 1543                         | غير متوجة                             | 28 يناير 1547 توفى الزوج        | 5 سبتمبر 1548        | هنري الثامن       |
| القرين المشكوك |        |                       |                                                                         |                 |                                       |                                       |                                       |                                 |                      |                   |
| |        | لورد غيلدفورد دادلي   | جون دادلي جين غيلدفورد                                                  | 1535            | 15 مايو 1553                          | 10 يوليو 1553 تتويج الزوجة            | غير متوجة                             | 19 يوليو 1553 خُلعت الزوجة       | 12 فبراير 1554       | جين غراي          |
| أسرة ستيوارت (1707-1603) مع وفاة إليزابيث الأولى، تاج إنكلترا مر إلى أقرب وريث جيمس سادس من اسكتلندا، الذي أصبح جيمس الأول ملك إنجلترا، مع انقطاع بين عامي من 1649 إلى 1660 وحتى 1714. مملكة إنجلترا تم دمجها مع مملكة اسكتلندا في 1707، لتتحول إلى مملكة الجديدة باسم مملكة بريطانيا العظمى، وبذلك تتوقف قرينة ملك إنجلترا لتتحول الأقران ملوك بريطانيا العظمى وحالياً الأقران ملوك المملكة المتحدة. |        |                       |                                                                         |                 |                                       |                                       |                                       |                                 |                      |                   |
| |        | آن من الدانمارك       | فريدريك الثاني ملك الدنمارك صوفي من مكلنبورغ-غوسترو                     | 12 ديسمبر 1574  | 23 نوفمبر 1589                        | 24 مارس 1603 تتويج الزوج              | 25 يوليو 1603                         | 4 مارس 1619                     | 4 مارس 1619          | جيمس الأول        |
| |        | هنريتا ماريا من فرنسا | هنري الرابع ملك فرنسا ماريا دي ميديشي                                   | 25 نوفمبر 1609  | 11 مايو 1625 (بالوكالة) 13 يونيو 1625 | 11 مايو 1625 (بالوكالة) 13 يونيو 1625 | غير متوجة                             | 30 يناير 1649 توفى الزوج        | 10 سبتمبر 1669       | تشارلز الأول      |
| |        | كاثرين من براغانزا    | جواو الرابع ملك البرتغال لويزا دي غوزمان                                | 25 نوفمبر 1638  | 21 مايو 1662                          | 21 مايو 1662                          | غير متوجة                             | 6 فبراير 1685 توفى الزوج        | 30 نوفمبر 1705       | تشارلز الثاني     |
| |        | ماري من مودينا        | ألفونسو الرابع دي إستي، دوق مودينا لورا مارتينوزي                       | 5 أكتوبر 1658   | 30 سبتمبر 1673 (بالوكالة)             | 6 فبراير 1685 تتويج الزوج             | 23 أبريل 1685                         | 11 ديسمبر 1688 تنازل الزوج      | 7 مايو 1718          | جيمس الثاني       |
| |        | جورج من الدانمارك     | فريدريك الثالث ملك الدانمارك والنرويج صوفي آمالي من براونشفايغ لونيبورغ | 2 أبريل 1653    | 28 يوليو 1683                         | 8 مارس 1702 تتويج الزوجة              | غير متوج                              | 1 مايو 1707 قانون الأتحاد 1707  | 28 أكتوبر 1708       | آن                |

لاستمرار هذه القائمة انظر قرينات ملوك بريطانيا العظمى والمملكة المتحدة.

## ملاحظة
1. ↑  Henry VI was deposed 4 March 1461, restored 3 October 1470, and deposed again 11 April 1471. Throughout this time Margaret of Anjou was considered by the Lancastrians to be de jure Queen of England
2. ↑  Edward IV's marriage to Elizabeth Woodville was not made public for several months